# Milán-San Remo 2007
La Milán-San Remo 2007 fue la edición número 98 de esta clásica ciclista de primavera, disputada sobre 294 km, en la que ganó Óscar Freire por segunda vez.

## Clasificación final
| Pos. | Ciclista            | Equipo                       | Tiempo     |
| ---- | ------------------- | ---------------------------- | ---------- |
| 1.   | Óscar Freire        | Rabobank                     | 6h 43' 59" |
| 2.   | Allan Davis         | Discovery Channel            | m.t.       |
| 3.   | Tom Boonen          | Quick Step-Innergetic        | m.t.       |
| 4.   | Robbie McEwen       | Predictor-Lotto              | m.t        |
| 5.   | Stuart O'Grady      | CSC                          | m.t.       |
| 6.   | Erik Zabel          | Milram                       | m.t.       |
| 7.   | Gabriele Balducci   | Acqua & Sapone-Caffè Mokambo | m.t.       |
| 8.   | Alessandro Petacchi | Milram                       | m.t.       |
| 9.   | Vicente Reynes      | Caisse d'Epargne             | m.t.       |
| 10.  | Robert Hunter       | Barloworld                   | m.t.       |